# Antocha dentifera
Antocha dentifera là một loài ruồi trong họ Limoniidae. Chúng phân bố ở miền Cổ bắc.